# 聖弗朗西斯科河
聖弗朗西斯科河（葡萄牙語：Rio São Francisco）是南美洲第4大水系，也是河道全部在巴西境內中最長的河流，以亞西西的方濟各命名。發源於米納斯吉拉斯，然後向北流，在伯南布哥與巴伊亞附近轉向東流，最後注入大西洋，保羅·阿方索瀑布位于该流域內:1287-1288。